# Poradnik Bibliotekarza
Poradnik Bibliotekarza – ogólnopolski miesięcznik instruktażowo-metodyczny o charakterze popularnym, adresowany do bibliotekarzy bibliotek publicznych, szkolnych i pedagogicznych, wydawany przez Stowarzyszenie Bibliotekarzy Polskich. Swoje treści koncentruje wokół zagadnień upowszechniania czytelnictwa, promocji bibliotek, jej działań edukacyjnych i kulturalnych w środowisku lokalnym oraz wiedzy niezbędnej współczesnemu bibliotekarzowi.

## Historia
W kwietniu 1949 roku podczas Zebrania Delegatów Kół Związku Bibliotekarzy i Archiwistów Polskich we Wrocławiu Zarząd Główny Związku przy współudziale Poradni Bibliotecznej Centralnego Ośrodka Oświaty Dorosłych Towarzystwa Uniwersytetów Robotniczych i Ludowych przystąpił w październiku 1949 roku do wydawania czasopisma, pierwotnie jako stałego dodatku do czasopisma „Bibliotekarz”, powierzając jego redakcję Jadwidze Filipkowskiej-Szemplińskiej (1902–1985), którą wspomagały Irena Lewandowska i Zofia Żołątkowska.
Od 1951 roku obowiązki redaktora naczelnego przejęła Romana Łukaszewska (1910–1975), dotychczasowa sekretarz redakcji. Pod jej kierunkiem ustalił się program i profil czasopisma, zwiększyła się objętość i wzrósł nakład. Od stycznia 1976 do marca 1998 roku redaktorem miesięcznika była Władysława Wasilewska. W 1998 roku (kwiecień-czerwiec) obowiązki przejęła Małgorzata Grochocka, a od lipca tego roku obecna redaktor Jadwiga Chruścińska.
W pierwszym półroczu 1982 roku zawieszono na pół roku wydawanie pisma.
Od 1986 roku nosi podtytuł miesięcznik Stowarzyszenia Bibliotekarzy Polskich, zmieniony w 2006 roku na pismo dla bibliotek publicznych, szkolnych i pedagogicznych, a od 2007 pismo dla bibliotek publicznych, szkolnych i pedagogicznych: [miesięcznik Stowarzyszenia Bibliotekarzy Polskich].
Miesięcznik o nr ISSN 0032-4752, wydawany jest w formacie B 5 i składa się przeciętnie z 34 kolumn. W każdym roku ukazuje się 11 numerów w tym 1 podwójny. Nakład wynosi 4600 egzemplarzy. Od numeru 1/ 2018 zmienił szatę graficzną i zwiększył format do 27 cm.
Od 2008 roku ma własną stronę internetową: www.poradnikbibliotekarza.pl
Archiwalne numery w postaci zdigitalizowanej są dostępne na stronie Kujawsko-Pomorskiej Biblioteki Cyfrowej oraz przez Archiwum Cyfrowe Stowarzyszenia Bibliotekarzy Polskich.
Periodyk jest często patronem medialnym konferencji zawodowych i targów książki.

## Zakres tematyczny i struktura
Od momentu powstania czasopismo miało charakter instruktażowy. Adresowane było do bibliotek publicznych i szkolnych, nauczycieli i działaczy kulturalno-oświatowych. Udzielało fachowych porad i systematycznej pomocy w samokształceniu. Na jego łamach omawiano problemy związane z prowadzeniem bibliotek szkolnych i gminnych, związków zawodowych, stowarzyszeń społecznych i młodzieżowych. Zamieszczano krótkie artykuły z zakresu praktyki bibliotecznej, form pracy z czytelnikiem oraz materiały dotyczące doboru książek, organizowania i opracowania księgozbioru, prowadzenia statystyk i sprawozdawczości bibliotecznej. Publikowano też artykuły o treści ogólnej prezentujące np. sylwetki pisarzy.
Od początku ukazywały się tematyczne zestawienia książek, od 1986 roku jako zestawienia bibliograficzne. Opracowywał je m.in. Władysław Bartoszewski.
Od 1950 roku prowadzona jest rubryka Wśród książek, zastąpiona w 1953 r. tytułem Recenzje, a w 1987 działem Bibliotekarskie lektury, ostatecznie szerszym znaczeniowo pojęciem Książka.
Od 1986 roku publikowane są przepisy prawne z krótkimi komentarzami autorstwa Jerzego Bednarza i Krystyny Kuźmińskiej.
Miesięcznik udostępniał swe łamy pisarzom, krytykom literackim i publicystom. W latach 1954–1976 ukazywały się artykuły poświęcone twórcom i ich dziełom. Wywiady przeprowadzali m.in. Anna Bańkowska, Marek Sadzewicz, Władysław Bartoszewski, Lesław Bartelski i Monika Warneńska. Publikowano też teksty o charakterze bibliofilskim np. cykl Teofila Sygi i Haliny Przeworskiej Pisarze i książki w anegdocie (1958-1962), Antoniego Trepińskiego Książka i życie (1962-1963), Anny Bańkowskiej Słowo wiatr – pismo grunt (1968-1976), czy Andrzeja Kempy Zapiski bibliofila.
Na początku lat osiemdziesiątych XX wieku ukazywały się satyryczne felietony Juliusza Wasilewskiego.
Od 1998 roku kompozycja każdego numeru jest już ustabilizowana i składa się z działów: Problemy-Doświadczenia-Opinie; Relacje; Książka; Biblioteka-Środowisko; Z warsztatu metodyka; Warsztaty czytelnicze; Informacje-Komunikaty-Doniesienia. W obrębie działów prezentowano stałe cykle np. Jana Wróblewskiego: Pionierzy czytelnictwa na ziemiach zachodnich i północnych (1984-1985), Przepisy katalogowania książek Marii Lenartowicz (1986-1987), Barbary Góry: Mały leksykon czasopism bibliotekarskich, Asertywność w bibliotece Lidii Bit, czy Świat książki dziecięcej Ewy Grudy i Lidii Błaszczyk.
Zamieszczane są nekrologi, wspomnienia pośmiertne oraz sylwetki bibliotekarzy.
Ukazują się dodatki tematyczne do czasopisma: Świat Książki Dziecięcej (od 2007), Biblioteka dla Seniorów (od 2009) i Biblioteka bez Barier (od 2012).
Kilka razy w roku publikowane są dodatki metodyczne np. wytyczne IFLA, słowniczki, kanony książek, kalendaria rocznic literackich i noblistów.
Wydawane są numery specjalne poświęcone ważnym wydarzeniom, rocznicom i jubileuszom oraz podawane w formie wkładki roczne spisy treści.
Obecnie jest czasopismem problemowo-warsztatowym o charakterze popularnym. Koncentruje się na problemach współczesnego bibliotekarstwa polskiego i edukacji. Akcentuje treści związane z szeroko pojętą działalnością środowisk bibliotekarskich i szkolnych oraz skupia się na formach pracy z czytelnikiem. Publikowane są artykuły problemowe i felietony, interpretacje przepisów prawnych, relacje z konferencji i sympozjów zawodowych, teksty z zakresu rynku książki, recenzje literatury zawodowej, przykłady działalności bibliotek, ich promocji i działań marketingowych oraz propozycje form pracy z czytelnikiem (scenariusze imprez, lekcje biblioteczne zestawienia bibliograficzne).

## Redaktorzy naczelni
- Jadwiga Filipkowska-Szemplińska (1949–1950)[1]
- Romana Łukaszewska (1951–1975)[1]
- Władysława Wasilewska (1976–1998)[1]
- Małgorzata Grochocka (1998–2021)[1]
- Jadwiga Chruścińska (2021–)[1]